# プチコンBIG
『プチコンBIG』（プチコンビッグ、以下「BIG」）は、スマイルブームより配信されているWii U用ソフト。公式のプレスリリースで初めてタイトルが公示された。
スマイルブームではこれまでにも、BASIC言語を用いたプログラムを作れるソフトとして『プチコン』シリーズを3作品展開しており、これが4作目に当たる。
スマイルブームによる自社製品としては初のWii Uソフトである。

## 互換性について
本作は『プチコン3号』（ニンテンドー3DSシリーズ、以下「3号」）のWii Uバージョンと位置付けられており、一部を除く3号の機能はそのまま引き継がれている。3号とBIGで共通の機能・事項については、当該記事を参照されたい。
BIGで扱うBASICは、原則、3号との上位互換であり、3号で作られたプログラムはBIG上で実行する事ができる。家に居る時や通勤・通学中等、生活のシーンに合わせ3号とBIGを使い分けられる、とされている。
作品の公開サーバーも共通で、3号・BIGのどちらで制作したかに関わらず、プログラムをBIGにダウンロードできる。また、機種を認識してのモード切替をサポートしており、一つのプログラムを、3号・BIGで違う挙動にさせる事も可能。

### 互換性の無い要素
出典：
- ローカル通信 - BIG上でサポートされていない
- マイク - サンプリングの仕様が異なる
- 波形の再生 - 周波数が異なる
- 拡張された命令 - 後述
- 立体視 - ただし、Z座標は互換性があり、重ね順の要素となる

## BIG専用の機能
BIG専用の画面モードや命令等も用意されている。プログラムに係る専用機能は、プログラム中でXON WiiU(大文字小文字は区別されない)と宣言し、「Wii U専用モード」にする事で使用できる。

### プログラムの画面表示に係る機能
『プチコン』（初作）及び『プチコンmkII』（ニンテンドーDSi / DSi LL）での画面解像度は256×192ドット、3号では上画面400×240ドット・下画面320×240ドットだったが、今作では最大854×480ドットの画面解像度に対応している。これはWii U Game Pad（以下「GamePad」）のそれと同じで、ワイドVGA+に到達している。
素材画像エリアも1024×1024ドットに拡張され、スプライトも同時に4096個まで表示可能。

### 周辺機器
最大4本のWiiリモコンや、GamePad、ヌンチャクなどの周辺機器をサポートしており、それらを使う事でWii Uにターゲットを絞った作品も開発可能。

### プログラミングに係る機能
テレビ・GamePad・USB外付けキーボード（以下「USBキーボード」）を組み合わせるプレイスタイルが、公式では次の4つが存在する。
1. テレビとGamePad - GamePadのソフトウェアキーボードを使ってプログラミングする。最も標準的なプレイスタイルとされる。
2. GamePadのみ - SELECTボタンを押して2画面同時表示モードに切り替えてプログラミングする。テレビ画面用の表示部分はGamePadの上側半分に表示される。画面が狭いために長時間の作業には向かない、とされる。
3. GamePadとUSBキーボード - 2画面同時表示モードを使い、プログラムをGamePad画面全体に表示しながら、USBキーボードでプログラミングする。
4. テレビ、GamePad、USBキーボード - 基本的にはテレビとUSBキーボードを使ってプログラミングするが、プチコン専用の特殊文字はGamePadのソフトウェアキーボードから入力する。最も理想的な環境とされる。

## 発売日の推移と延期の要因
当初の発表では、「2016年春予定」とされていたが、「より良い商品をお客様へお届けするため」との理由で、「2016年夏」に変更となった。
その後のインタビューでスマイルブーム社長の小林貴樹が、「大枠はほぼ出来上がっており、先週くらいまでは、ふわっと順調に行っていたが、別々に調整していた各環境が、最終的に作り込んでいったらどんどんぶつかりはじめている」と明かしている。
また、小林氏個人のTwitterで、「電子説明書を作るツールが重く（動作が遅く）、発売が延期する要因の一つになったと思う」という主旨の発言がある。
その後長らく、発売日に関し「2016年夏」から新たな発表はなかったが、2016年10月19日に小林氏個人のTwitterにおいて、年内発売の目処が立った、とする発言がされた。
同年12月7日には公式からプレスリリースが発せられ、発売日が12月14日だと発表された。その後予定通りに配信開始され、現在に至る。

## 価格改定（値下げ）について
2017年9月7日に、プチコンBIGの価格を、当初の3000円から1000円に、またプチコン3号も1000円から500円に改定すると発表され（いずれも税込）、9月8日10時に両ソフトに於いて予定通り価格改定された。
改定の理由について、「プログラミングに於ける悩み相談や作品自慢の場として大いに関わってきた「Miiverse」のサービス終了が発表され、初心者がパソコン等を使わずに相談出来る場所が無くなってしまう為、サービス終了までの期間内で少しでも未来のプログラマ予備軍が増える機会を増やすべく、価格改定を行う事を急遽決定した」としている。
改定前に購入したユーザーへの対応については今の所発表されていないが、小林氏がTwitter上で一般ユーザーとやり取りする中で「何らかの形で素材等を提供する予定」と発言している。

## バージョン
- Ver.3.5.0(2016年12月14日) 発売当初のバージョン。
- Ver.3.5.1(2017年2月1日) 一部不具合の修正。
- Ver.3.5.2(2017年3月1日) 一部不具合の修正と一部命令の高速化。
- Ver.3.6.0(2018年4月4日) 一部不具合の修正